# Shamshi-Adad V
Sauf précision contraire, les dates de cet article sont sous-entendues « avant l'ère commune » (AEC), c'est-à-dire « avant Jésus-Christ ».
 (juin 2012).
Si vous disposez d'ouvrages ou d'articles de référence ou si vous connaissez des sites web de qualité traitant du thème abordé ici, merci de compléter l'article en donnant les références utiles à sa vérifiabilité et en les liant à la section « Notes et références ».
Shamshi-Adad V ou Samsi-Addu, "Addu (le dieu de l'Orage) est mon soleil", est roi d'Assyrie de 824 à 811 av. J.C. et roi de Babylone de 812 à 811 av. J.C.

## Généalogie
C'est le deuxième fils de Salmanazar III qui soutenait son père face à son frère aîné, Assur-Danin-Pal, lors de la guerre civile qui secoua l'empire à la fin du règne de ce dernier et qui lui a succédé. 
Shamshi-Adad V épouse Sammuramat (ou Samu-Ramat ou Shammuramat identifiée par certains spécialistes avec la mythique Samiramis ou Sémiramis) et son fils Adad-Nirâri III lui succède.

## Contexte géopolitique
La veille de son ascension au trône, Shamshi-Adad V est spectateur de la fin de règne agitée de son père. En effet, le roi semble moins en mesure d'exercer sa fonction, puisque les inscriptions indiquent qu'à partir de 830 av. J.-C., les campagnes sont menées par son Grand général Dayyan-Assur. Cette situation, inhabituelle dans les discours officiels qui se présentent du point de vue du roi, pourrait indiquer que cette personne a pris un grand rôle dans la direction des affaires du royaume. De plus, une guerre civile éclate l'instigation du prince Assur-daʾʾin-apli en 826 av. J.-C., qui a été dépossédé de son statut de prince héritier au profit d'un autre fils du roi, Shamshi-Adad. Il reçoit le soutien de plusieurs villes importantes du royaume, à commencer par Assur et Ninive, bénéficie de la mort de Dayyan-Assur dès les premières années du conflit, mais échoue finalement. Quand Shamshi-Adad V monte sur le trône en 824 av. J.-C., il n'exerce plus un rôle dominant dans les affaires du royaume, les magnats occupant le devant de la scène.

## Règne
Shamshi-Adad V a pris le pouvoir avec l'appui de son homologue babylonien Marduk-zakir-shumi, ce qui le met en position de faiblesse face au voisin méridional. Ceci explique l'amoindrissement progressif du pouvoir du jeune souverain pendant son règne. Cette faiblesse continue de se répercuter dans le royaume et la petite noblesse ne cesse de se révolter contre le régime. Durant cette période les gouverneurs des provinces se comportent en souverains indépendants. Ces rébellions dureront jusqu'en 746 av. J.-C.

### Difficultés géopolitiques
Lors d'une campagne de Shamshi-Adad V dans le Sud de la Mésopotamie, il signe un traité avec le roi de Babylone Marduk-zakir-shumi Ier. Il doit aussi affronter les Mèdes et les Perses pour assurer l'approvisionnement de son armée en chevaux et faire face aux menaces de l'Urartu. L'Assyrie perd une grande partie de ses zones d'influence au Nord-est, en raison d'un échec des armées assyriennes lors d'une campagne, ce qui incite plusieurs rois de la région à ne plus verser de tribut à l'Assyrie. De plus, une révolte doit être écrasée en Assyrie même, à Tillê. L'Urartu, qui contrôle les routes commerciales et les états vassaux dont l'Assyrie dépend en matière de main d'œuvre et d'approvisionnement en métaux et chevaux, profite de cette situation désavantageuse.

### Regain de l'Assyrie: la conquête de la Babylonie
En 813 av. J.-C., Shamshi-Adad V se tourne vers le Sud et attaque à Babylone le fils et successeur de Marduk-zakir-shumi Ier, Marduk-Balatsu-Iqbi (ou Marduk-Balassu-Iqbi, 819-813). L'assyrien en sort vainqueur et vient à bout du roi babylonien. Cependant, son successeur légitime nommé Baba-ah-iddina (ou Baba-Ah-Idin ou Bau-Akh-Iddin, 813-812) tente de mener la résistance contre l'envahisseur, mais en 812, il est vite vaincu par l'assyrien. Ce dernier se fait alors couronner "roi de Sumer et d'Akkad" afin de verrouiller cette partie de son empire et repousser les frontières du royaume plus au sud.